# ترمس مرجي
الترمس المرجي (باللاتينية: Lupinus pratensis) نوع نباتي يتبع جنس الترمس من الفصيلة البقولية المعروفة بقدرتها على تثبيت النيتروجين الجوي من خلال بكتيريا المستجذرة.
موطنه ولاية كاليفورنيا.

## الوصف النباتي
أوراق النبات كفية تضم ما بين خمس وعشر وريقات. الأزهار زرقاء داكنة إلى بنفسجية وبذور صفراء.